# Excentrique (mécanique)
En génie mécanique, un excentrique est un mécanisme provoquant un mouvement de rapprochement ou d'éloignement par rapport à l'axe de rotation d'une pièce. Cela permet de transformer un mouvement de rotation continue en un mouvement de translation alternative (Utilisé pour les couteaux électrique par exemple…).

## Excentrique à came

Came à profil extérieur ovoïde : le suiveur se translate selon l'excentricité de la came.

L'excentrique à came est un système constitué de deux objets, l'un menant, nommé « came », constitué d'un solide généralement en rotation, et l'autre mené, animé d'un mouvement alternatif de translation, contraint par le solide menant.
Le nom vient du système cinématique le plus courant, constitué d'une came en forme de section d'œuf dur, placé sur un arbre en rotation, au niveau du centre du jaune de l'œuf.

### Définitions
La came, autrement nommée solide menant, est couramment de forme vaguement ovoïde. Son profil est calculé en fonction du mouvement de translation qui sera imprimé au solide mené. Le solide mené est plaqué contre le profil de la came.
Dans le cas d'un excentrique de premier ordre, le solide mené reçoit un mouvement de translation simple. Il est alors nommé poussoir, et l'excentrique ainsi formé, est nommé came-poussoir.
Dans un excentrique de second ordre, le mené reçoit un mouvement de translation ; il est nommé culbuteur. L'excentrique est alors nommé came-culbuteur.
La surface de contact entre la came et le solide mené peut être une simple arrête vive, ou recevoir diverses améliorations : plateau, taquet, ou galet de roulement.
Enfin, une came peut être en rotation autour d'un axe parallèle à l'axe du poussoir, ou perpendiculaire. La came est alors cylindrique, sa face visible reçoit le profil à imprimer au poussoir.

Elle peut également être en translation, la came est alors de la forme d'un quadrilatère dont l'une des faces serait taillée au profil de translation à transmettre au poussoir.

### Applications
L'un des excentriques les plus connus est l'arbre à cames, que l'on trouve dans les moteurs thermiques, pour lever les soupapes d'admission et d'échappement.

### Construction
Les cames sont habituellement construites en acier, et peuvent, en fonction des contraintes cinétiques de l'excentrique, subir un traitement de surface. Les pièces sont usinées à l'aide de fraises au carbure.

### Oscillations
En fonction de la raideur du ressort de rappel, et de la vitesse de rotation de la came, il est possible d'engendrer des phénomènes oscillatoires néfastes au bon fonctionnement de l'excentrique.

#### Élasticité des solides
À haute vitesse − telle que dans les moteurs thermiques −, il n'est plus possible d'ignorer l'élasticité des solides en présence.

#### Détermination du profil de la came
Prise en compte des éléments précédents, ainsi que du jeu inévitable entre les pièces, et de la durée de vie estimée de l'assemblage.

## Excentrique circulaire

Système manivelle-bielle-piston dont la manivelle est un excentrique.

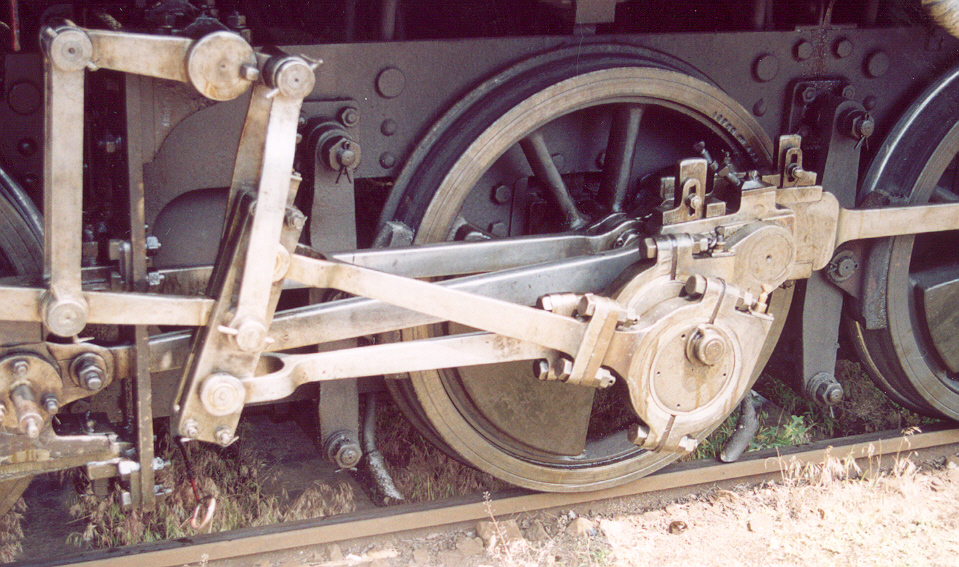
Excentrique d'une locomotive à vapeur.

Principe du moteur Wankel.

L'excentrique circulaire est un disque dont l'axe de rotation ne passe pas par le centre. Ce disque constitue lui-même une liaison pivot avec une autre pièce. Il s'agit en fait d'un système de manivelle, développé initialement pour les locomotives à vapeur.
Ce système d'excentrique transforme un mouvement de rotation en mouvement d'oscillation.
Dans le moteur Wankel, le piston rotatif est un excentrique. Cette excentricité permet la variation du volume entre un « côté » du piston triangulaire et la chambre.
Inséré dans un cadre de tandem au niveau de l'axe du pédalier avant, il permet de tendre la chaîne liant les pédaliers avant et arrière.